# فاندا منتنة
فاندا منتنة (الاسم العلمي:Vanda foetida) هي نوع من النباتات تتبع جنس الفاندا من الفصيلة السحلبية.